# Asa Griggs Candler
Asa Griggs Candler (Villa Rica, 30 de dezembro de 1851 — Atlanta 12 de março de 1929) foi um magnata dos negócios que fez a maior parte de sua fortuna comprando a fórmula da Coca-Cola. Ele também serviu como prefeito da cidade de Atlanta, Geórgia, Estados Unidos de 1916 a 1919.

## Vida e carreira
Candler nasceu em Villa Rica, Georgia. Começou sua carreira de negócios como um farmacêutico proprietário e fabricante de remédios patenteados. Em 1887, comprou a fórmula da Coca-Cola de seu inventor, John Pemberton, e vários outros acionistas por US$ 2 300. O sucesso da Coca-Cola foi em grande parte devido à agressiva tática de marketing do produto. Candler ganhou milhões de dólares de seu investimento, permitindo-lhe estabelecer o Banco Central e Confiança, investir em imóveis, e tornar-se um grande filantropo para a Igreja Metodista. Ele doou alguns milhões de dólares, mais um presente à Universidade Emory, que na época era uma faculdade Metodista, para a escola se transferir de Oxford, Georgia para Atlanta. Este dom foi influenciado pelo irmão mais novo de Asa, o bispo metodista Warren Candler Akin, que se tornou presidente da Emory. Candler também deu milhões ao que mais tarde se tornaria o Hospital Emory. A biblioteca original da escola que agora abriga salas de aula e uma sala de leitura hoje tem o seu nome. Ele também doou o terreno para a Candler Park.
Em 1906, ele completou o mais alto edifício de Atlanta, o Edifício Candler, cujos detalhados 17 andares ainda está em Peachtree e Auburn. Em 1912, o Edifício Candler foi inaugurado em Nova York.
Candler foi eleito prefeito de Atlanta, em 1916, (assumiu o cargo em 1917) e terminou a sua gestão do dia-a-dia da Companhia Coca-Cola. Como prefeito, equilibrou o orçamento da cidade e coordenou os esforços de reconstrução após o Grande incêndio de Atlanta de 1917, o qual destruiu 1 500 casas. Em 1919, ele deu a maioria das ações de empresa Coca-Cola para seus filhos, que mais tarde as venderam para um grupo de investidores liderados por Ernest Woodruff. Em 1922, ele doou mais de 50 acres de sua Druid Hills para a cidade de Atlanta para o que se tornou Candler Park. Candler sofreu uma curso em 1926 e morreu em 12 de março de 1929. Ele foi enterrado no Cemitério Westview, no sudoeste de Atlanta. The Field Museum Candler em Williamson, GA foi criado para comemorar o campo Candler Campo aeroporto.
Asa Candler era também um filantropo, dotando numerosas escolas e universidades, bem como o Hospital Candler, em Savannah, GA.

## Mansões
A casa Candler Callan Castelo em Inman Park, construído 1902-1904, ainda permanece como uma casa particular.
A mansão em 1428 Ponce de Leon Avenue, Druid Hills, Georgia | Druid Hills, construída em 1916 se tornou St. João Crisóstomo da Igreja Melquita. Antes de tudo isto presente e utilização deste lugar santo, esta mansão [...] [...] antigamente era a casa de Asa Candler.

## Filhos
- O filho mais velho de Asa, Charles Howard Candler (1878-1957), foi presidente do conselho de curadores da Emory University. Propriedade de sua família foi Callanwolde em Briarcliff Road em Druid Hills, Georgia | Druid Hills, agora um centro de artes plásticas.
- O filho do segundo, Asa G. Candler, Jr. (1880-1953), excêntrico, alcoólatra e deprimido, tornou-se um promotor imobiliário, a abertura do Briarcliff Hotel. Sua Briarcliff mansão e da propriedade - também em Briarcliff Road em Druid Hills - foi transformado em um centro de reabilitação de álcool, em seguida, um hospital psiquiátrico, e agora está campus de Emory Briarcliff. Asa Jr. 's multidão de animais que permitiu uma grande expansão do Zoo Atlanta em 1930.
- Terceiro filho, Walter T. Candler (1885-1967), empresário, filantropo e esportista cavalo. Sua casa Lullwater Estate, é agora a residência do Presidente Emory, um parque, e terrenos usados para o Veterans 'complexo de Administração em Hills Druid.
- Apenas a filha Lucy (1882-1962) tornou-se Lucy Beall Candler Owens Heinz Leide. Seu marido, o banqueiro e Kiwanis presidente Henry Heinz foi baleado por um assaltante em sua mansão, Rainbow Terrace, em 1943,[4] corriam rumores de que fosse um parente quem o havia assassinado.[5] Mais tarde, ela casou em Atlanta Symphony Orchestra com o maestro Enrico Leide.